# Blågrøn tornnød
Blågrøn Tornnød (Acaena buchananii) er en stedsegrøn (rettere: stedsegrå) staude hjemmehørende på New Zealand.

## Beskrivelse
Væksten er lav og krybende med stængler både under og over jorden. De overjordiske stængler slår rod dér, hvor de rører jorden. Bladene er spredte og uligefinnede med ovale småblade, der har savtakket rand. Oversiden er grågrøn, mens undersiden er lysegrøn. 
Blomsterne er små og grønlige, men de ses sjældent her hjemme. Frugterne er kuglerunde stande af tornede nødder. Frøene modner dårligt og spirer ikke i Danmark.
Rodnettet er tær forgrenet og planten konkurrerer effektivt – selv med Enårig Rapgræs.
Højde x bredde og årlig tilvækst: 0,05 x ? m (5 x 30 cm/år). 9 planter dækker 1 m² på to år. Disse mål kan fx bruges til beregning af planteafstande, når arten anvendes som kulturplante.

## Voksested
Blågrøn Tornnød vokser på solåbne, tørre bjergskråninger (de såkaldte "tussockheder") på New Zealands Sydø. 
På "tussock"-områderne i Canterbury- og Otagodalene, som ligger i regnlæ på østsiden af de newzealandske alper på Sydøen af New Zealand, findes arten – omend truet – sammen med bl.a. Trædepude, Anemone tenuicaulis, Bjerg-Sydtaks, Blå Tussock, Brachyglottis bellidioides (en endemisk art af Asters-familien), Deschampsia novae-zelandiae (en endemisk art af Bunke), Drosera arcturi (en endemisk art af Soldug), Duft-Hebe, Gaultheria depressa (en endemisk art af Bjergte), Gaultheria macrostigma (en endemisk art af Bjergte), Hebe buchananii, Hård Tussock, Juncus antarticus (en endemisk art af Siv), Krybende Kambregne, Leptinella serrulata (en endemisk art af Trædepude), Olearia odorata (en endemisk art af Bellisbusk), Rød Svingel og Rød Tussock
- Wikimedia Commons har flere filer relateret til Blågrøn tornnød

| Portal | Portal:Botanik |

## Note
1. ↑  Nicola Day og Hannah L. Buckley: Two decades of vegetation change across tussock grasslands of New Zealand’s South Island Arkiveret 14. oktober 2008 hos  Wayback Machine (engelsk)